# فرانکو کلمبو
فرانکو کلمبو (انگلیسی: Franco Colombo؛ زادهٔ ۱۰ اکتبر ۱۹۱۷) بازیکن فوتبال اهل ایتالیا است.
از باشگاه‌هایی که در آن بازی کرده‌است می‌توان به باشگاه فوتبال اینتر میلان اشاره کرد.